# Special Correspondents
Special Correspondents è un film del 2016 diretto da Ricky Gervais.
Tra gli interpreti, oltre allo stesso regista, ci sono anche Eric Bana e Vera Farmiga. Il film è un remake della commedia francese del 2009 Envoyés très spéciaux.

## Trama
Frank è un giornalista radiofonico di New York che con le sue spacconate e finti scoop crea più imbarazzi che altro. Ian è il tecnico che lo segue, molto esperto, mai sopra le righe, decisamente l'opposto del frizzante Frank.
Al party organizzato dalla radio, Ian deve lasciare sola la moglie Eleanor per assistere la giornalista Claire in un servizio urgente che li terrà occupati tutta la notte. Eleanor, stufa del suo grigio ménage matrimoniale, al party è affascinata da Frank, cui nasconde di essere sposata, finendovi a letto quella stessa notte.
Il giorno seguente Ian cerca consigli da Frank perché la moglie ha deciso di lasciarlo e lui è distrutto. Intanto il capo della radio ha deciso di mandare degli inviati in Ecuador dove sta per scoppiare una guerra civile che bisognerebbe documentare. Frank, che deve farsi perdonare parecchi scivoloni, accetta il rischioso incarico e pretende di avere con sé un tecnico. Ian, forse anche per fare colpo sulla moglie, accetta. Nel trasferimento in aeroporto, Ian, su consiglio di Frank, getta la busta con la lunga lettera con la quale avrebbe dovuto riconquistare la moglie. Ma all'aeroporto Ian realizza che quella che ha buttato è la busta con i biglietti aerei, i passaporti e il denaro per la trasferta.
Superati rabbia e sconforto, i due elaborano e mettono in pratica un piano sorprendente. Con la complicità di una coppia di sudamericani proprietaria di un locale posto proprio davanti alla sede della loro radio, i due si accampano sopra allo stesso, fingendo di collegarsi dall'Ecuador in rivolta, quando invece non si sono spostati che di pochi metri.
Stimolato dal suo stesso superiore, Frank si lascia trasportare dalla fantasia, fin quando non inventa una figura di rivoluzionario sul quale adombra l'appoggio segreto degli stessi Stati Uniti. La cosa ha conseguenze inimmaginabili per cui l'ambasciata americana a Quito convoca immediatamente i due inviati perché vengano rimpatriati il prima possibile.
Così i due escogitano un finto rapimento da parte dei rivoluzionari che permette loro di scomparire evitando imbarazzi. Senza volerlo diventano degli eroi popolarissimi, cosa che sollecita la mania di protagonismo di Eleanor, che si fa promotrice di una raccolta fondi fortunatissima, trainata da una sua canzone strappalacrime.
Per chiudere degnamente la vicenda i due pensano di consegnarsi realmente all'ambasciata americana a Quito. Volendo finanziarsi con i soldi raccolti per loro da Eleanor, finiscono per essere scoperti da questa, con la quale fanno un patto. Con metà dei soldi loro raggiungeranno clandestinamente l'Ecuador mentre lei, a quel punto, potrà dire di aver consegnato i soldi del riscatto ad inesistenti soggetti collegati ai rapitori.
Raggiunto avventurosamente l'Ecuador, i due sono però davvero rapiti ma riescono poi a liberarsi grazie all'insospettato coraggio di Ian.
Tornati in patria da eroi, Frank raccoglie gli elogi, mentre Ian, ignorata l'avida moglie, si allontana con la discreta Claire, che ha sempre avuto un debole per lui.

## Produzione
Le riprese della pellicola si sono svolte a Toronto e New York tra il maggio e luglio 2015.

## Distribuzione
Nel novembre 2014, è stato riferito che Sony Pictures Worldwide Acquisitions aveva acquistato i diritti del film per trasmetterli in Regno Unito, Australia, Nuova Zelanda, Sud Africa e America Latina. Nell'aprile 2015 è stato annunciato che Netflix aveva pre-acquistato i diritti di distribuzione globale del film per circa $ 12 milioni.
Il film è stato presentato al Tribeca Film Festival il 22 Aprile 2016, ed è stato distribuito a livello mondiale il 29 aprile 2016.